# Eurygonias hylacanthus
Genre
Espèce
Eurygonias hylacanthus est une espèce d'étoiles de mer de la famille des Odontasteridae.

## Description et caractéristiques
C'est une petite étoile pentagonale aplatie, recouverte de petites pointes calcaires. Sa couleur est rouge quand elle est en vie. 

## Habitat et répartition
On trouve cette étoile en Nouvelle-Zélande. 

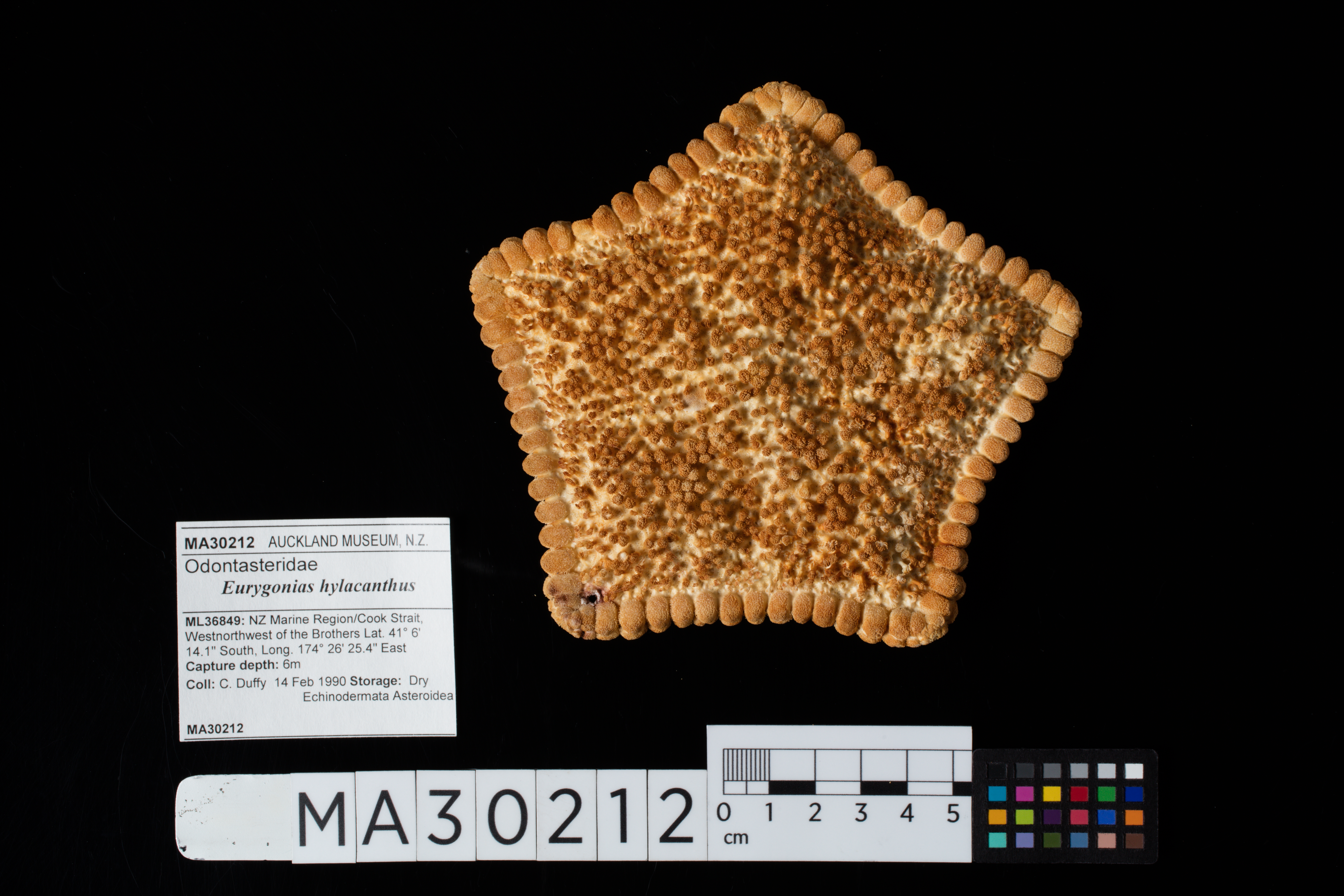
Spécimen séché, face aborale.
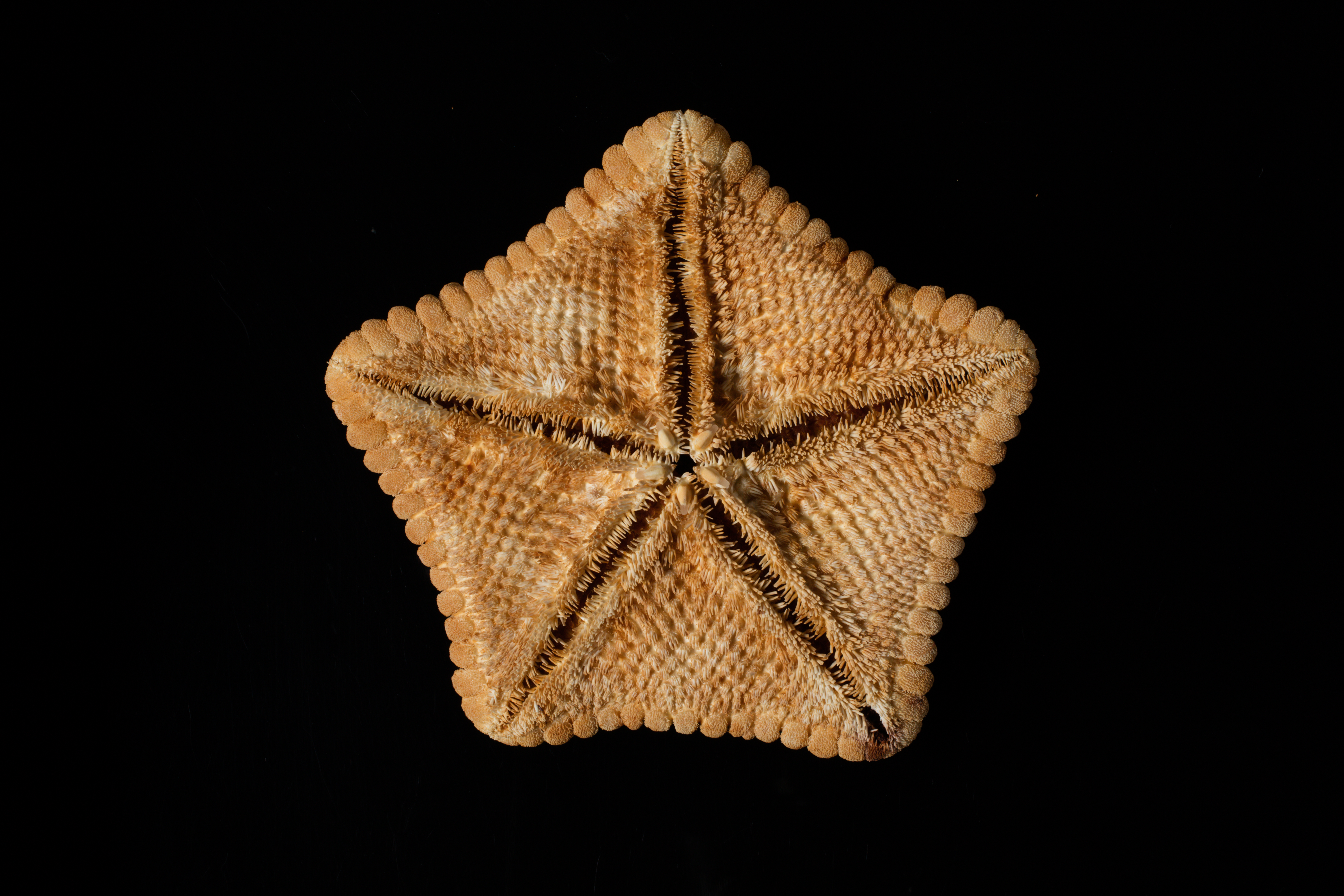
idem, face aborale.
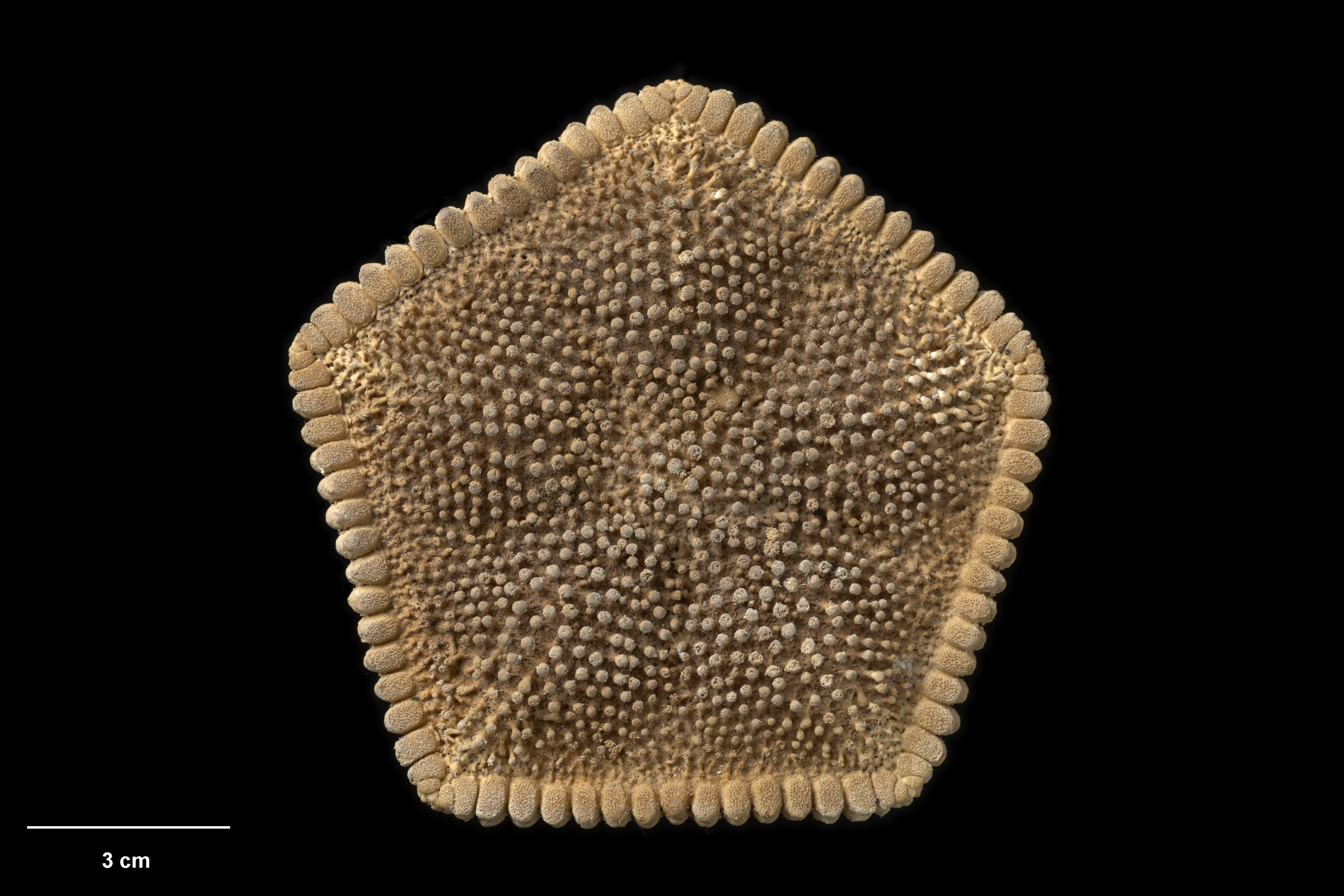